# Otto Ziebill
Otto Ziebill (* 7. November 1896 in Hamburg; † 27. Dezember 1978 in Karlsruhe) war ein deutscher Jurist und Politiker (SPD).

## Leben
Nach dem Abitur und der Teilnahme am Ersten Weltkrieg nahm Ziebill ein Studium Rechts- und Staatswissenschaften an der Universität Königsberg auf, das er mit der Promotion zum Dr. jur. beendete. Er trat in den Verwaltungsdienst der Stadt Königsberg ein und wurde dort 1923 zum Magistratsrat ernannt. Seit 1925 war er als Rechtsanwalt tätig. Während der Zeit des Nationalsozialismus engagierte er sich in einer Widerstandsgruppe.
Ziebill schlug nach dem Zweiten Weltkrieg eine Laufbahn als Richter ein, wurde zunächst zum Oberlandesgerichtsrat ernannt und war später Präsident der Berufungskammer des Landgerichtes Nürnberg-Fürth. Neben seinem Beruf hatte er sich der SPD angeschlossen und amtierte von 1948 bis 1951 als Oberbürgermeister der Stadt Nürnberg. Von 1951 bis 1964 fungierte er als Hauptgeschäftsführer des Deutschen Städtetages, dessen Präsidium er von 1951 bis 1963 angehörte.

## Ehrungen
- Ernst-Reuter-Plakette, 1966